# M-77 Oganj
M-77 Oganj (pol. ogień; ozn. NATO: YMRL-32) – samobieżna wieloprowadnicowa wyrzutnia rakietowa, produkcji jugosłowiańskiej, dla rakiet niekierowanych o kalibrze 128 mm.
Opracowana pod koniec lat 60. XX wieku. Prototyp został pokazany pierwszy raz publicznie w 1975. Weszła do służby w 1980. Nadal znajduje się na wyposażeniu armii państw byłej Jugosławii.
Wyrzutnia składa się z 32 prowadnic rakiet niekierowanych, z głowicami przeciwpancernymi lub przeciwpiechotnymi, o kalibrze 128 mm. Ładowanie automatyczne lub ręczne. Zasięg maksymalny powyżej 20 km. Cała salwa (trwająca 20 sekund) zapewnia pokrycie terenu o powierzchni od 0,36 do 1,1 hektara.
Podwozie stanowi ciężarówka FAP 2026, w układzie osi 6x6. Na dachu może zostać zamontowany karabin maszynowy kal. 12,7 mm.

## Rakieta
Dedykowana rakieta, o tej samej nazwie, ma kaliber 128 mm, długość 2600 mm, masę 67 kg (w tym 19,5 kg głowicy bojowej). Zestaw może być przystosowany do nowszych rakiet typu Grad-M i Grad-2000

## Oganj-C
Zestaw jest nadal produkowany przez serbską firmę HK “KRUŠIK”, jako Oganj-C. Jest to wersja 24 lub 32 prowadnicowa, z załogą 6 osobową, na podwoziu  
TAM 150T11 BV 6x6. Zasięg maksymalny rakiet wynosi 21,5 km. Szybkostrzelność: 2 rakiety/s. Zestaw może oddać dwie pełne salwy w ciągu 6,5 minuty, licząc od zatrzymania do ponownego ruchu, dzięki przenoszeniu pakietu rakiet gotowych do przeładowania.